# 熱血の行進曲

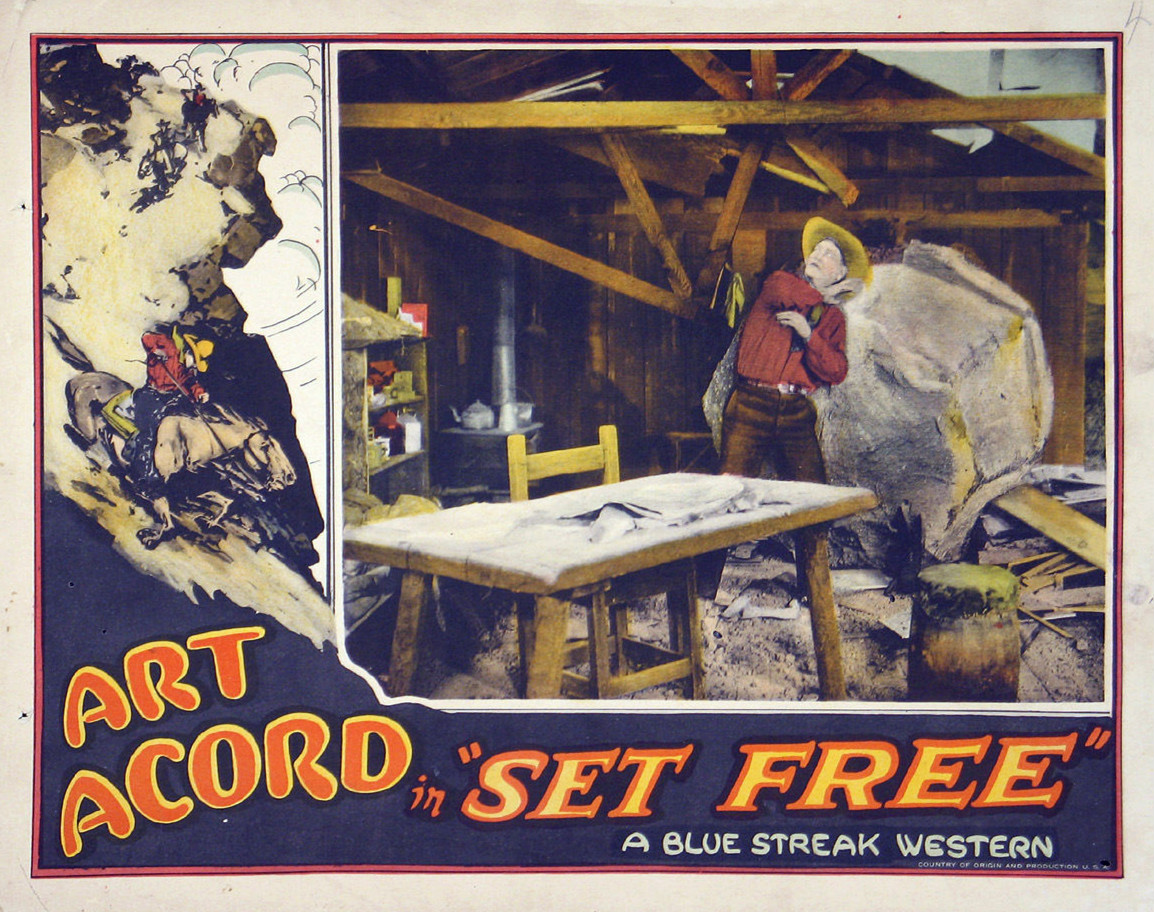

『熱血の行進曲』（ねっけつのこうしんきょく、原題: Set Free）は、西部劇を題材とした1927年製作のアメリカ合衆国のサイレント映画である。監督はアーサー・ロッソン、脚本はハリソン・ジャコブス、撮影はエドウィン・リンデンが担当した。

## あらすじ
旅芸人のソーンダースは、コールの店で働き始めた。後に、ソーンダースはバークと婚約しているホリーという美女と恋仲になった。バークは噂を利用して、大金を盗んだ罪をソーンダースに被せようとするが、実は探偵であったソーンダースはホリーを救うとともに、バークの悪事の証拠を掴んで逮捕に持ち込んだ。

## キャスト
- 'Side Show' ソーンダース役 - アート・アコード
- ホリー・ファーレル役 - オリーブ・ハズブルック
- Burke Tanner役 - Claude Payton
- Sam Cole役 - Robert McKenzie
- Jim Hart役 - Harry Tenbrook
- Josephine Dokes役 - Gloria Davenport
- 子分役 - Curley Witzel
- Hicks役 - Buck Moulton
- Hale役 - Fred Burns
- 保安官代理役 - Jess Deffenbach